# Cité portugaise
 (septembre 2017).
Si vous disposez d'ouvrages ou d'articles de référence ou si vous connaissez des sites web de qualité traitant du thème abordé ici, merci de compléter l'article en donnant les références utiles à sa vérifiabilité et en les liant à la section « Notes et références ».
La cité portugaise est un quartier historique proche de la médina de la ville d'El Jadida, au Maroc. Construit par les Portugais, la cité occupe une superficie de 0,956 km2[réf. nécessaire]. Elle se compose de quatre bastions : de l'Ange, Saint-Esprit, Saint-Sébastien et Saint-Antoine. Bab El Bhar est une des portes de la cité. Au centre de la cité se trouve une citerne souterraine comportant 23 portes. En 1516, la cité est une prison et une garnison portugaises. En 1790 la cité devient marocaine.

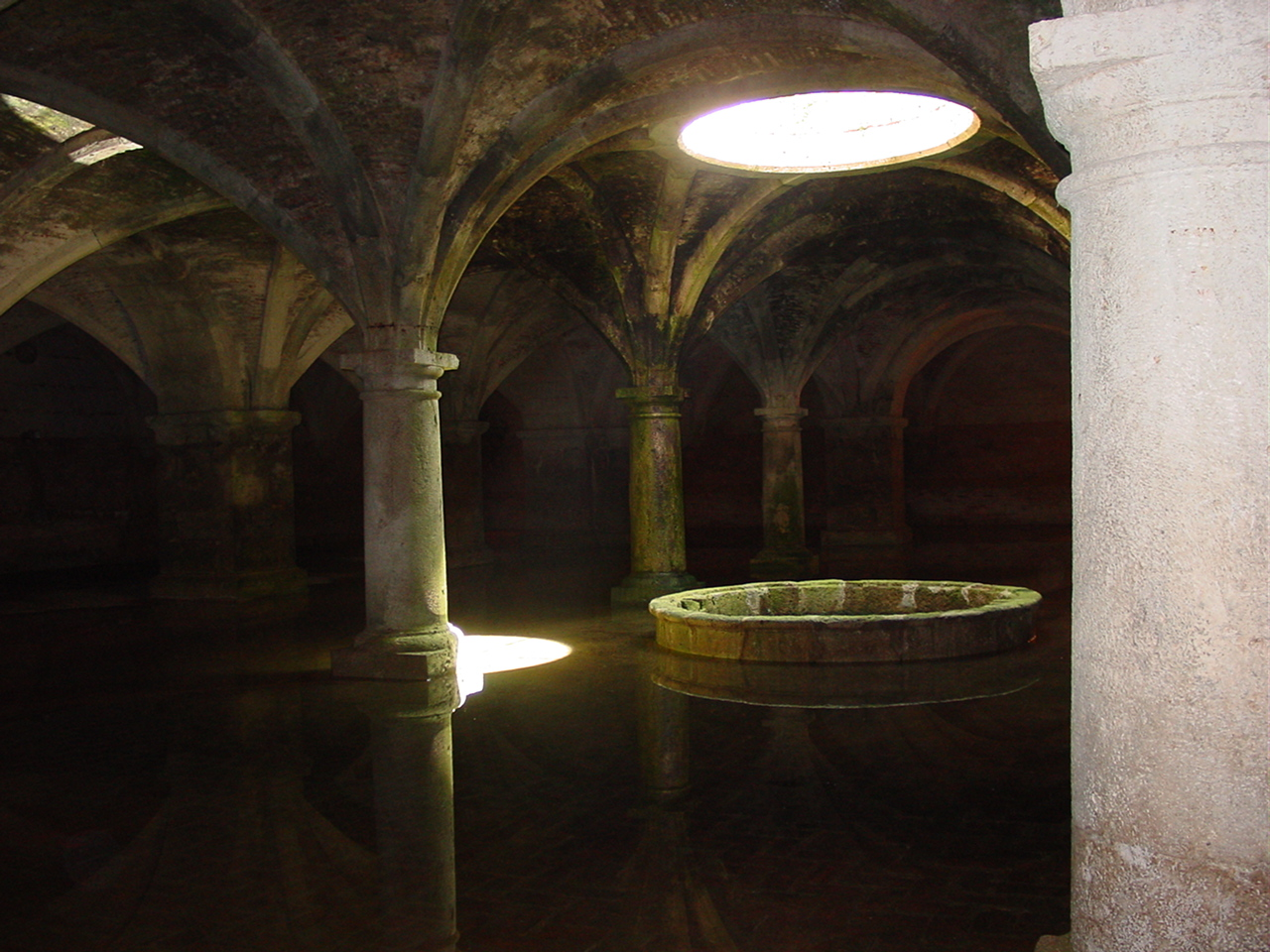
La citerne et son puits
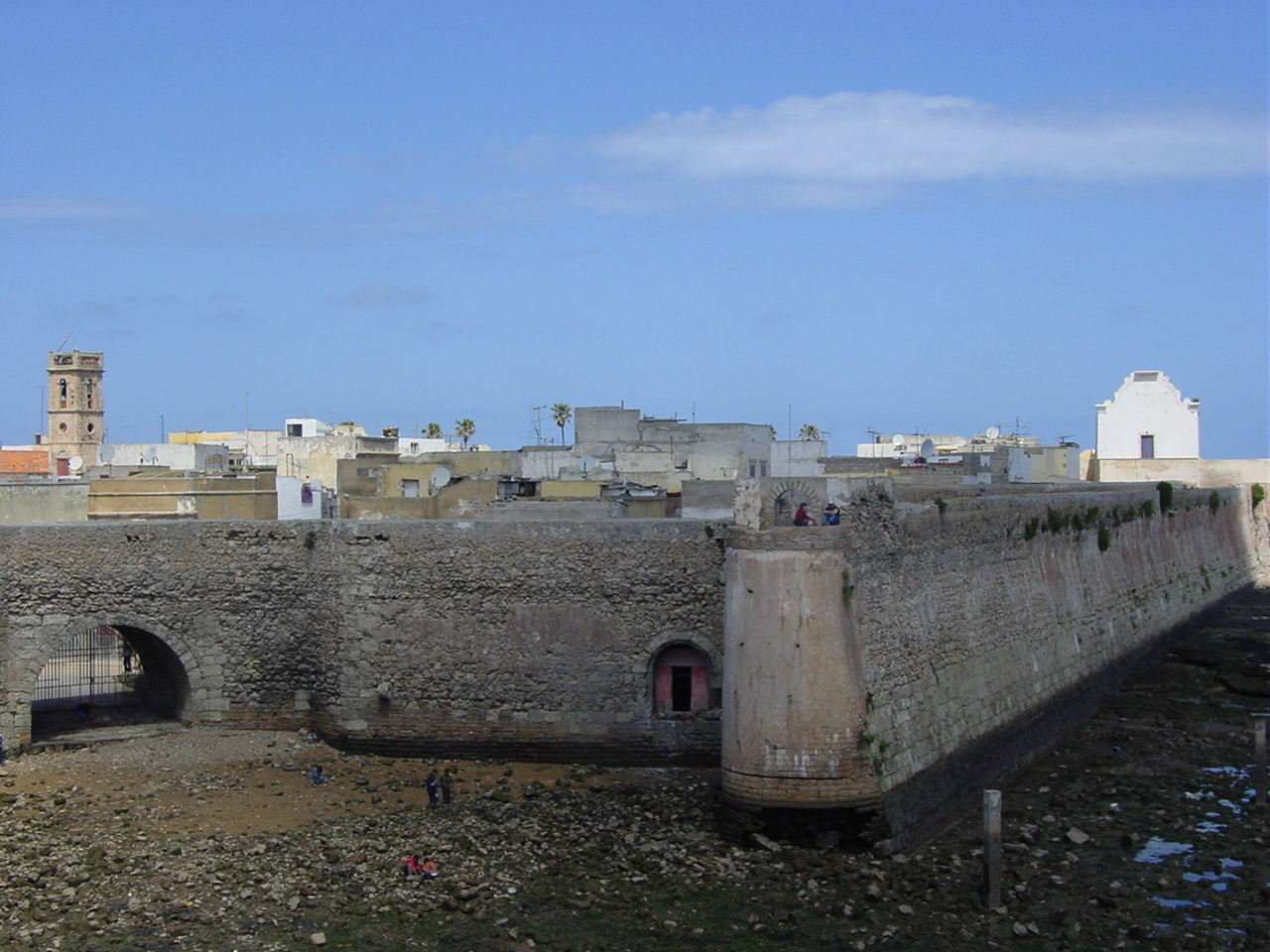
La cité portugaise vue par le bastion Saint-Sébastien
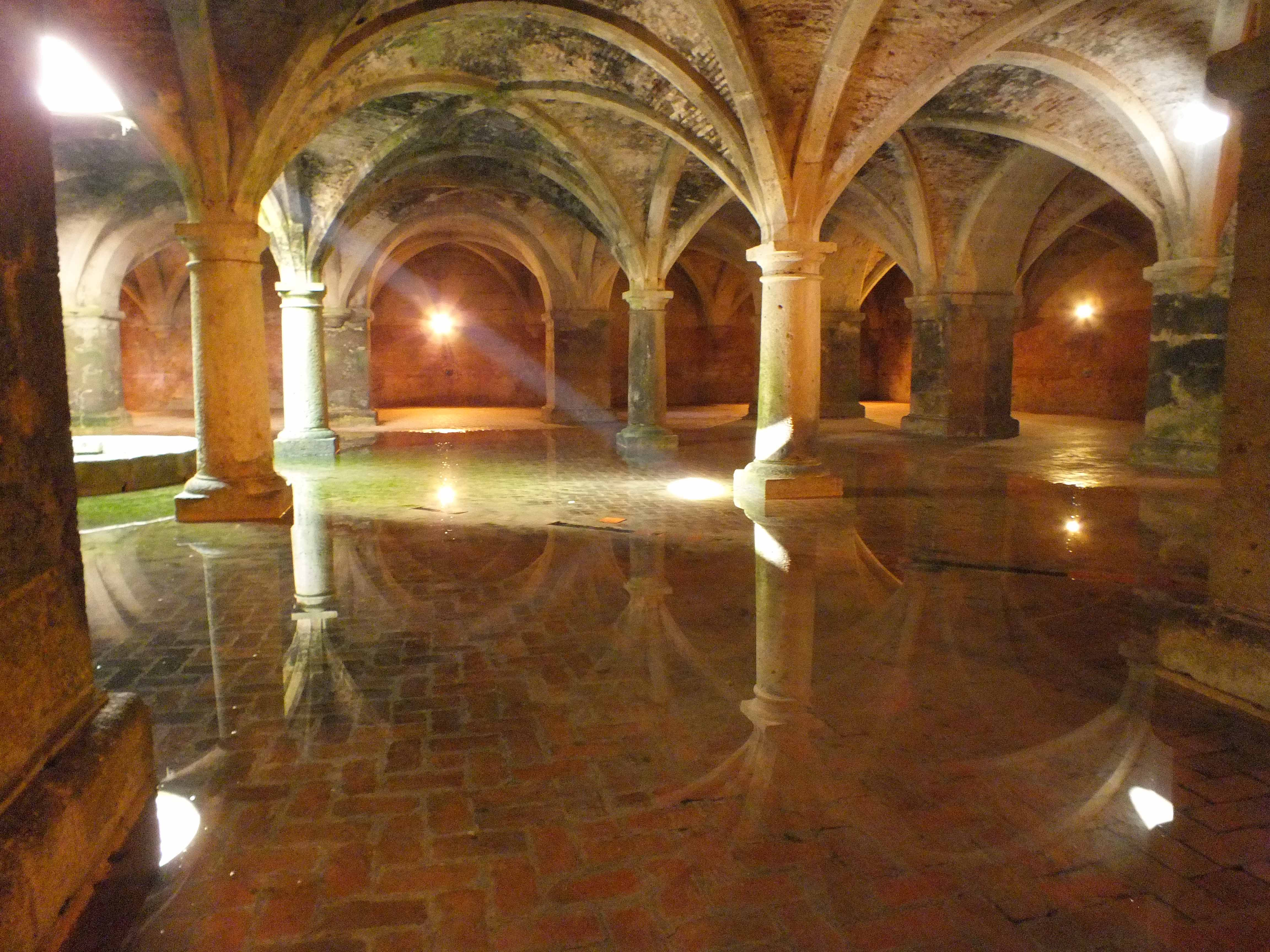
La citerne